# Thomas Wilson Dorr
Thomas Wilson Dorr (* 5. November 1805 in Providence, Rhode Island; † 27. Dezember 1854 ebendort) war ein amerikanischer Politiker, Anwalt und Anführer eines Aufstands, der sogenannten Dorr Rebellion.  
Dorr wurde 1834 in die State Legislature seines Bundesstaats gewählt. Dort scheiterte er in seinem Bemühen um eine Verfassungsänderung, die das Wahlrecht für alle weißen Männer einführen sollte. Deshalb gründete er 1841 die People’s Party, die als Gegenversammlung zur State Legislature eine neue Verfassung verabschiedete und am 3. Mai 1842 Dorr zum Gouverneur von Rhode Island bestimmte. Der offizielle Gouverneur, Samuel Ward King, erkannte diese Wahl nicht an und verweigerte den Rücktritt. Dadurch hatte Rhode Island eine Zeit lang zwei konkurrierende Administrationen. In der Folge kam es zu kleineren Gefechten, die von Dorrs wenigen Männern immer verloren wurden. Nachdem seine Anhängerschaft sich aufgelöst hatte, stellte er sich freiwillig. Dorr wurde im Jahr 1844 wegen Hochverrats zu lebenslanger Haft verurteilt, aber nach einem Jahr wieder freigelassen.